# Kommunalka (film)
Pour l’article homonyme, voir Kommounalka.
Kommunalka est un  documentaire français réalisé par Françoise Huguier et sorti en 2009. 

## Synopsis
La vie quotidienne dans des appartements communautaires à Saint-Petersbourg.

## Fiche technique
- Titre : Kommunalka
- Réalisation : Françoise Huguier
- Scénario : Françoise Huguier, avec la collaboration de Mano Siri
- Photographie : Katell Djian
- Son : André Rigaut
- Montage : Mathilde Muyard
- Musique : Jean-Christophe Desnoux
- Production : Les Films d'ici -
- Pays de production :  France
- Distribution : Pierre Grise Distribution
- Genre : documentaire
- Durée : 97 minutes
- Date de sortie : France - 24 juin 2009

## Distinctions
- Prix Anna Politkovskaia pour le meilleur long métrage documentaire au festival international de films de femmes de Créteil 2009[2]

## Autour du film
Pour réaliser ce film, Françoise Huguier a partagé la vie des habitants de ces appartements pendant cinq mois.